# Cyphon putonii
Cyphon putonii is een keversoort uit de familie moerasweekschilden (Scirtidae). De wetenschappelijke naam van de soort werd in 1863 gepubliceerd door Charles Brisout de Barneville.